# オリオン座
オリオン座（オリオンざ、Orion）は星座の1つ。クラウディオス・プトレマイオスが定めた「トレミーの48星座」の1つで、ギリシア神話の登場人物オーリーオーンをモチーフとしている。天の赤道上、おうし座の東に位置する。2等星が3つ並んだ「オリオン座の三つ星」を、赤い1等星ベテルギウス、青白い1等星リゲルと2つの2等星が四角に囲む形がよく知られている。オリオン座にはα星ベテルギウス、β星リゲルの全天21の1等星2つに加え、2等星も5つと明るい星が多く、都会の空でもよく目立つ星座である。
オリオン座は他の星や星座を見つける目印ともされている。オリオンの三つ星の線を南東へと延ばして行くと、全天で一番明るい恒星であるおおいぬ座α星のシリウスが見つかる。ベテルギウスとシリウス、こいぬ座α星のプロキオンの3つの1等星が形作るほぼ正三角形に近いアステリズムは「冬の大三角」と呼ばれる。ベテルギウスをほぼ中心に置いて囲むように、リゲル、シリウス、プロキオン、ふたご座β星のポルックス、ぎょしゃ座α星のカペラ、おうし座α星のアルデバランの6つの星で作られる六角形は「冬のダイヤモンド」と呼ばれる。

## 主な天体
オリオン座の領域には、数多くの明るい星や有名な星雲・星団がある。ベテルギウス、π3星、χ1星を除くオリオン座の明るい星々は、年齢や物理的特徴が非常に似ている。これはオリオン座付近に巨大分子雲が存在し、オリオン座を構成する星々の多くがこの同じ分子雲から生まれたためであると考えられている。このような似通った年齢と固有運動を持ち、散開星団よりも大きく広がった星の集団は「アソシエーション」と呼ばれ、オリオンアソシエーションはその代表的なものとされる。π3星とχ1星は、比較的太陽に似た薄黄色や黄色の主系列星で、オリオンアソシエーションの星々に比べると太陽系の近くに位置している。
2つの1等星α星（ベテルギウス）とβ星（リゲル）以外に、γ星、δ星、ε星、ζ星、κ星の5つの2等星がある。δ星、ε星、ζ星の3つの星はほぼ一列に並んでおり、オリオンの帯に見立てられる。3つの星は同じような明るさに見えるが、それぞれの星の間は大きく距離が離れており、重力相互作用による結び付きはない。この3星の並びを日本では「三つ星」（みつぼし）と呼ぶ。また、三つ星の南側で南北に並ぶ c星、θ星とオリオン大星雲、ι星の3つの星と星雲からなる星群を日本では「小三つ星」、英語では「Orion's Sword」と呼んでいる。

### 恒星
以下の10個の恒星には国際天文学連合 (IAU) によって固有名が認証されている。
- α星：全天21の1等星の1つ[6]で、オリオン座で2番目に明るい恒星。「ベテルギウス[7](Betelgeuse[5])」という固有名を持つ。ベテルギウスは、周期約2110日で変光するSRC型の脈動変光星に分類される赤色超巨星である。極大時には太陽の700倍以上の大きさとなり、仮にベテルギウスを太陽系の太陽の位置に置いたとすると、その大きさは木星の軌道を飲み込む程になる。また極大時には、リゲルよりも明るく見える。冬の大三角を構成する3つの星の1つで、シリウスとプロキオンが太陽からおよそ10光年の距離にあるのに対して、600光年以上の遠い距離にある。
- β星：全天21の1等星の1つ[8]で、オリオン座で最も明るい恒星。主星Aには「リゲル[7](Rigel[5])」という固有名がある。赤いベテルギウスとは対照的に青白い青色超巨星である。
- γ星：見かけの明るさが1.64等と、リゲル、ベテルギウスに次いでオリオン座で3番目に明るい2等星[9]。ラテン語で「女戦士」を意味する言葉に由来する「ベラトリクス[10](Bellatrix[5])」という固有名を持つ。
- δ星：2等星[11]。「三つ星」の中では最も西側にある星で、天の赤道に極めて近いところに見える。Aa星は「ミンタカ[7](Mintaka[5])」という固有名を持つ。
- ε星：2等星[12]。「三つ星」の中では最も明るい。「アルニラム[7](Alnilam[5])」という固有名を持つ。
- ζ星：2等星[13]。「三つ星」の中では最も東側にある。Aa星には「アルニタク[7](Alnitak[5])」という固有名が付けられている。
- ι星：3等星[14]。「小三つ星」で最も南側にある。Aa星には「ハチサ[10](Hatysa[5])」という固有名が付けられている。
- κ星：2等星[15]。「サイフ[7](Saiph[5])」という固有名を持つ。
- λ星：3等星[16]。A星に「メイサ[7](Meissa[5])」という固有名が付けられている。
- π3星：3等星[17]で、オリオン座の西端近くに位置している。「タビト[10](Tabit[5])」という固有名を持つ。

その他、以下の恒星が知られている。
- χ1星：オリオン座北端に見える4等星。
- c星：「小三つ星」では最も北側にある5等星。
- 15番星：天王星からみれば南極星となる恒星。
- T星：オリオン変光星 (略称 IN) のサブグループ「INA型」のプロトタイプ[18]。
- U星：極大期に肉眼で観られるほど明るくなることもあるミラ型変光星。
- YY星：オリオン変光星のサブグループ「IN(YY)型」のプロトタイプ[18]。
- AH星：オリオン変光星のサブグループ「INB型」のプロトタイプ[18]。
- FU星：爆発型変光星の一種「オリオン座FU型星」のプロトタイプ[18]。
- V389星：オリオン変光星のサブグループ「UVN型」のプロトタイプ[18]。
- HD 34445：比較的太陽に似た黄色の主系列星。惑星を持つ。
- HD 37605：比較的太陽に似た橙色の主系列星。惑星を持つ。
- HD 290327：黄色の準巨星。惑星を持つ。

### 星団・星雲・銀河

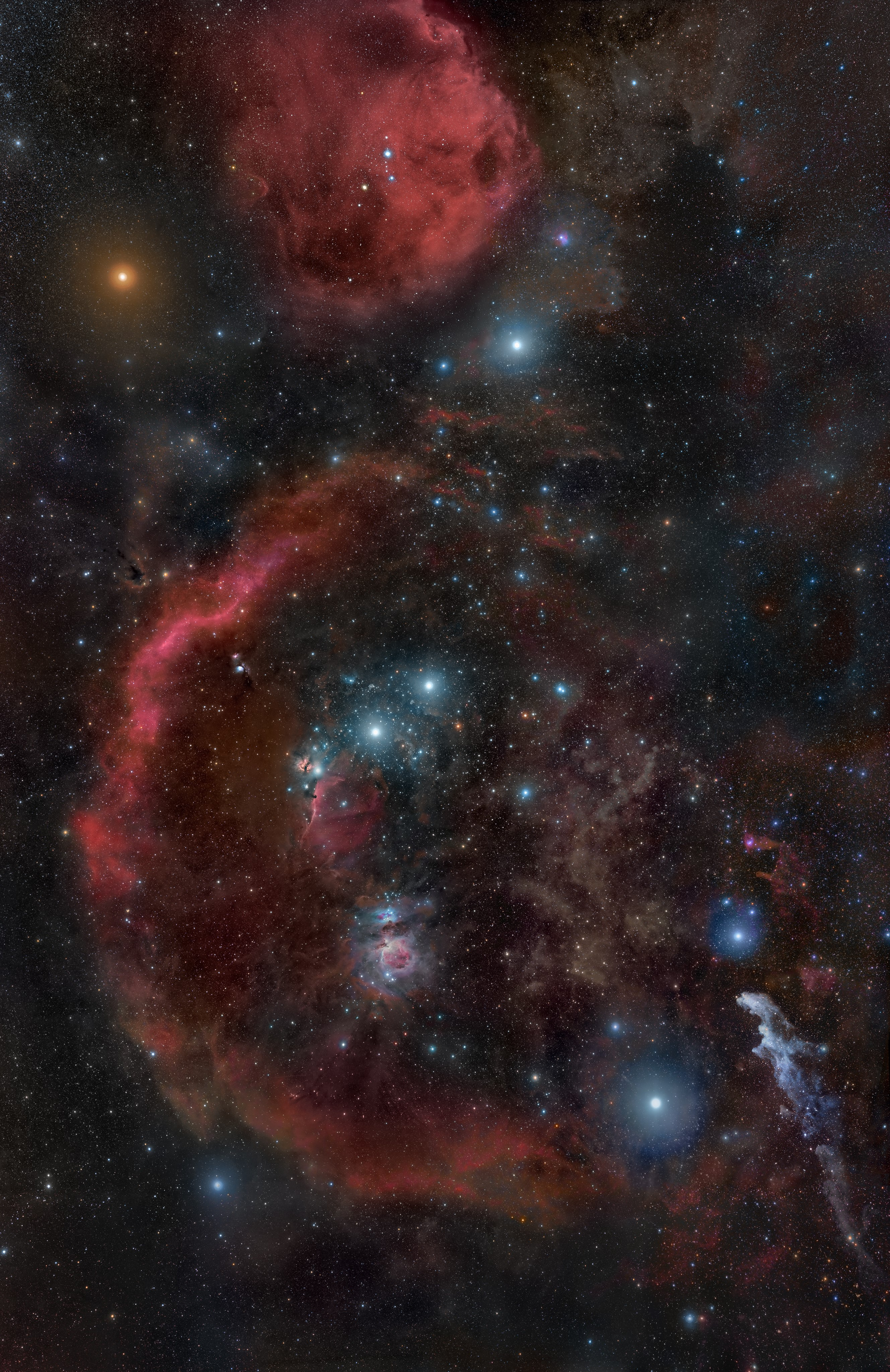
三つ星やオリオン大星雲を囲む赤い環が「バーナードループ」

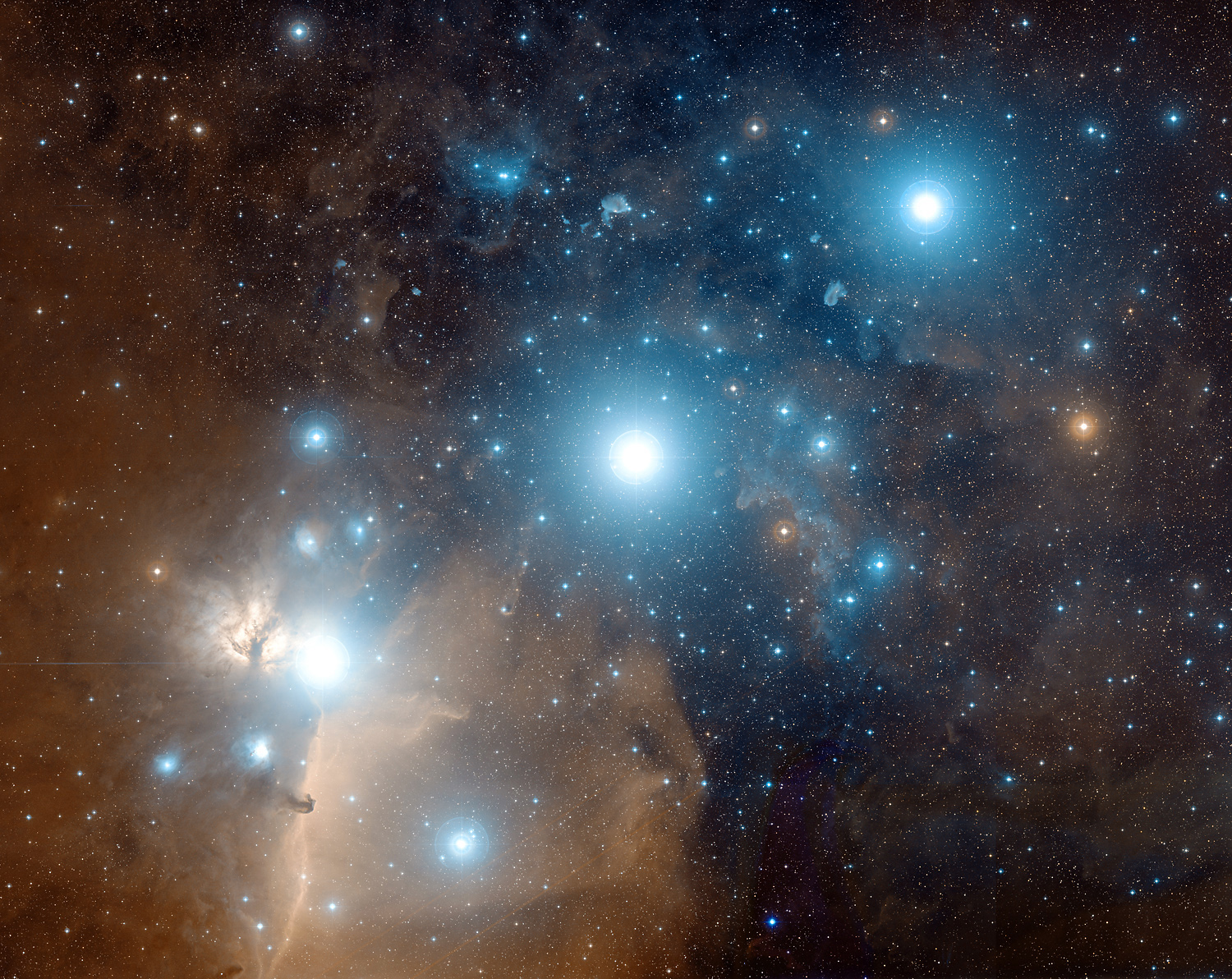
三つ星とNGC 2024。左下部に馬頭星雲、左中央に炎星雲が見える。

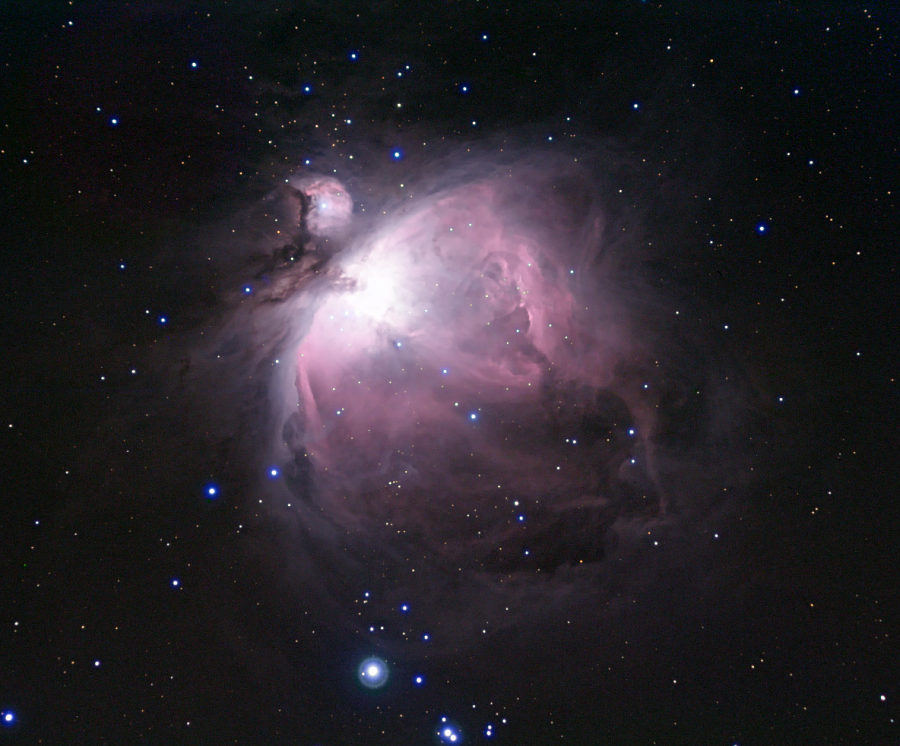
オリオン大星雲（M42) とM43

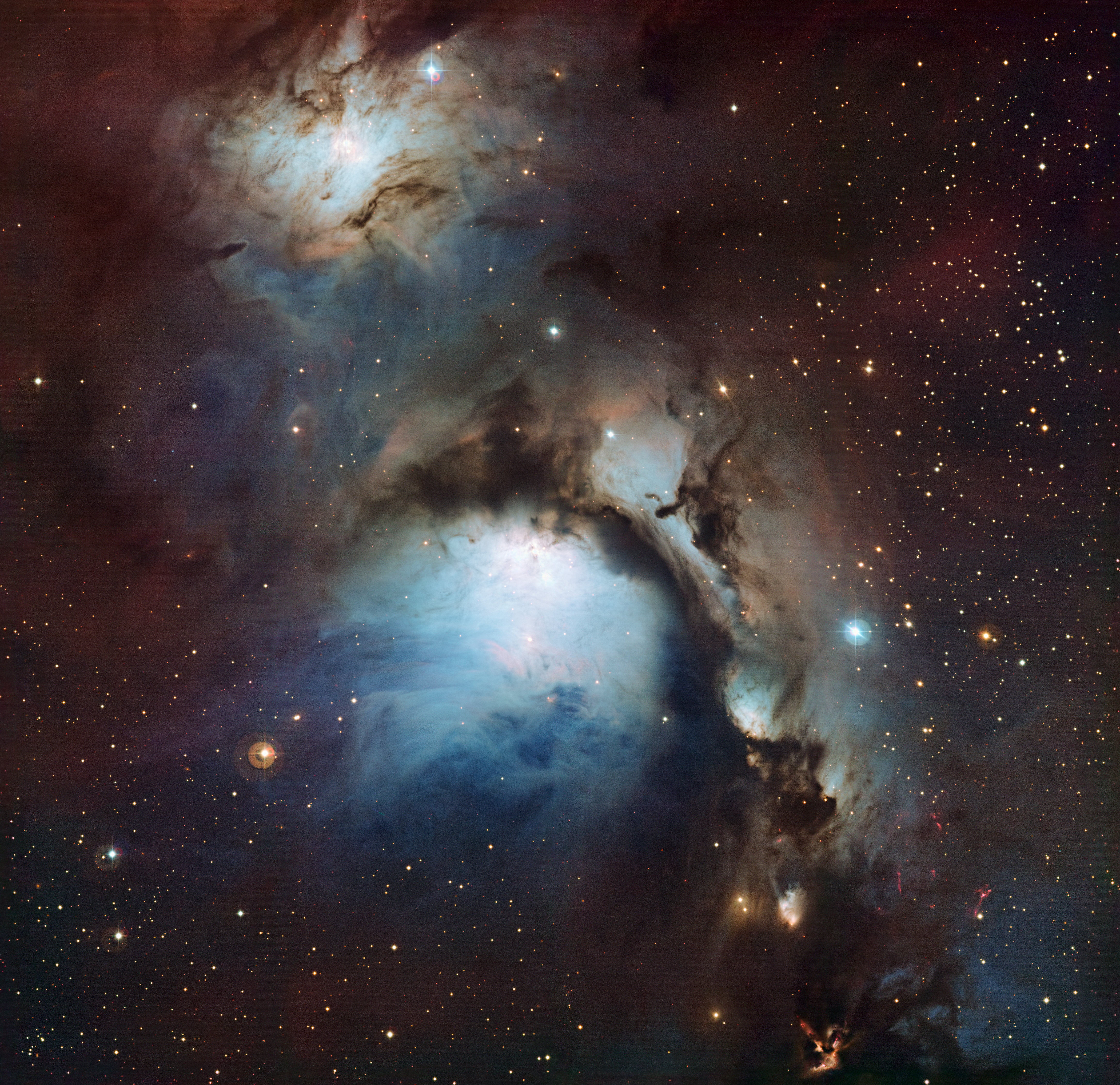
ラ・シヤ天文台で撮影されたM78

以下の星雲は総称して「オリオン座分子雲」と呼ばれる。肉眼でも見える散光星雲M42、通称「オリオン大星雲」の中には「トラペジウム」と呼ばれる若い星の星団が存在する。
- オリオン大星雲（M42）：

散光星雲。三つ星の南、小三つ星の真ん中に位置する。太陽系からの距離は約1,300光年と、ベテルギウスやリゲルよりもさらに遠くにあるが、4等級程度の見かけの明るさがあるため肉眼でも容易に見ることができる。双眼鏡では中心の若い星や輝くガス雲を見ることができる。望遠鏡では星雲を照らす「トラペジウム」を始めとする若い星々を観測できる。
- M43：

M42と同じ分子雲が分かれて見えているもので、1731年にこれを発見した人物の名を取って「ド・メランの星雲 (De Mairan's Nebula)」とも呼ばれる。
- 馬頭星雲（Barnard 33）：

暗黒星雲。写真等で有名で、三つ星の東側にある。この付近は写真で撮影するとかなり明るく星雲が写る領域である。
- NGC 2024：

馬頭星雲の北東に位置する。暗黒星雲が背景の明るい星雲を隠す姿が炎のように見えることから「炎星雲」や「火炎星雲」(英: Flame Nebula) の別名で知られる。
- バーナードループ（Sh 2-276）：

超新星残骸。オリオン座全体を大きな円弧状に取り巻くようにしている。
- M78：

三つ星の北東側にある、二重星によって照らされている散光星雲。

### その他
- S Ori 70：最初に発見された自由浮遊惑星。

## 由来と歴史
三つ星を4つの輝星が囲む特徴的な姿は、古くから世界各地で様々な姿に見立てられてきた。

### 古代オリエント
古代エジプトでは、オリオンの三つ星は「サフ」と呼ばれる神とされていた。サフは、紀元前24世紀頃の古王国時代第5王朝の最後の王ウニスのピラミッド内部に記されたいわゆる「ピラミッド・テキスト」と呼ばれる文献に登場する神で、「神々の父」と称されていた。紀元前20世紀頃の中王国時代の木棺には、サフを表す三つ星とサフの妻セプデトを表すシリウスが描かれていた。時代を下った紀元前16世紀頃の新王国時代第18王朝のセンエンムウトの墓にも、舟に乗ったサフの姿が描かれている。
古代メソポタミアのシュメール人は、現在のオリオン座の領域にある星々を「アヌの真の羊飼い」を意味する「シパ・ジ・アン・ナ (MULSipa-Zi-An-Na)」と呼んでいた。紀元前6世紀頃にバビロンで記されたとされる粘土板文書ムル・アピン (MUL.APIN) では「アヌの道」の41番目の星座として記されている。この星座が、現代のオリオン座の原型になったものと考えられている。

### ギリシア・ローマ
オリオン座は、紀元前8世紀頃の詩人ホメーロスが言及した5つの星座の1つである。ホメーロスは叙事詩『イーリアス』の中で星座としてのオーリーオーンに触れている。オリオンの名は、シュメール語で「天の光」を意味する「ウルアンナ (Uru-anna)」が由来であるとされる。エラトステネースやヒュギーヌス、ヒッパルコスらは、オリオン座に17個の星があるとしている。

### 中世イスラム世界
イランのブワイフ朝の天文学者アブド=アッ=ラフマン=アッ=スーフィーの著書『星座の書』では、オリオン座は「ジャウザー ( الجوزاء al-Jawzā')」と呼ばれる女性または巨人 (jabbāl) とされていた。オリオン座の恒星の固有名は、その多くが『星座の書』に記されたジャウザーに関連した名称が由来となっている。

### 中国
中国の天文では、オリオン座の星々は、西方白虎七宿の畢宿、觜宿、参宿と南方朱雀七宿の井宿に跨っていた。畢宿では、ο1・ο2・6・π1・π2・π3・π4・π5・π6の9星が、三つ星の持つ旗を表す「参旗」という星官を形作っていた。觜宿では、λ・φ1・φ2の3星が鳥のクチバシを表す「觜」という星官を成していた。また、χ1・χ2の2星はおうし座、ふたご座の星とともに予兆や妖怪を司る神を表す「司怪」という星官を成した。オリオン座で特に目立つ2つの1等星、5つの2等星、小三つ星の10個の星は参宿に属するとされた。α・β・γ・δ・ε・ζ・κの7星は「参」という星官を成していた。小三つ星のc・θ・ιの3星は討伐を表す「伐」という星官を成し、τ星は、エリダヌス座の3星と共に「玉井」という星官を成した。「井宿」では、ν・ξ・f2・f1の4星が、給水や灌漑を担当する官職を表す「水府」という星官を成していた。
「参（三つ星）」と「商（アンタレスの別名）」が天球上でほぼ反対側に位置しており同時には上らないことから、唐の詩人杜甫は五言詩「贈衛八処士（衛八処士に贈る）」の中で「人生不相見 動如参與商（人生、相見（あわ）ざること、動（やや）もすれば参と商の如し）」と詠んで、お互いに顔を会わせる機会のないことの喩えに用いた。またこの詩から、不仲や疎遠な人間関係を指す「参商之隔（しんしょうのへだて）」という四字熟語も生まれた。

## 神話

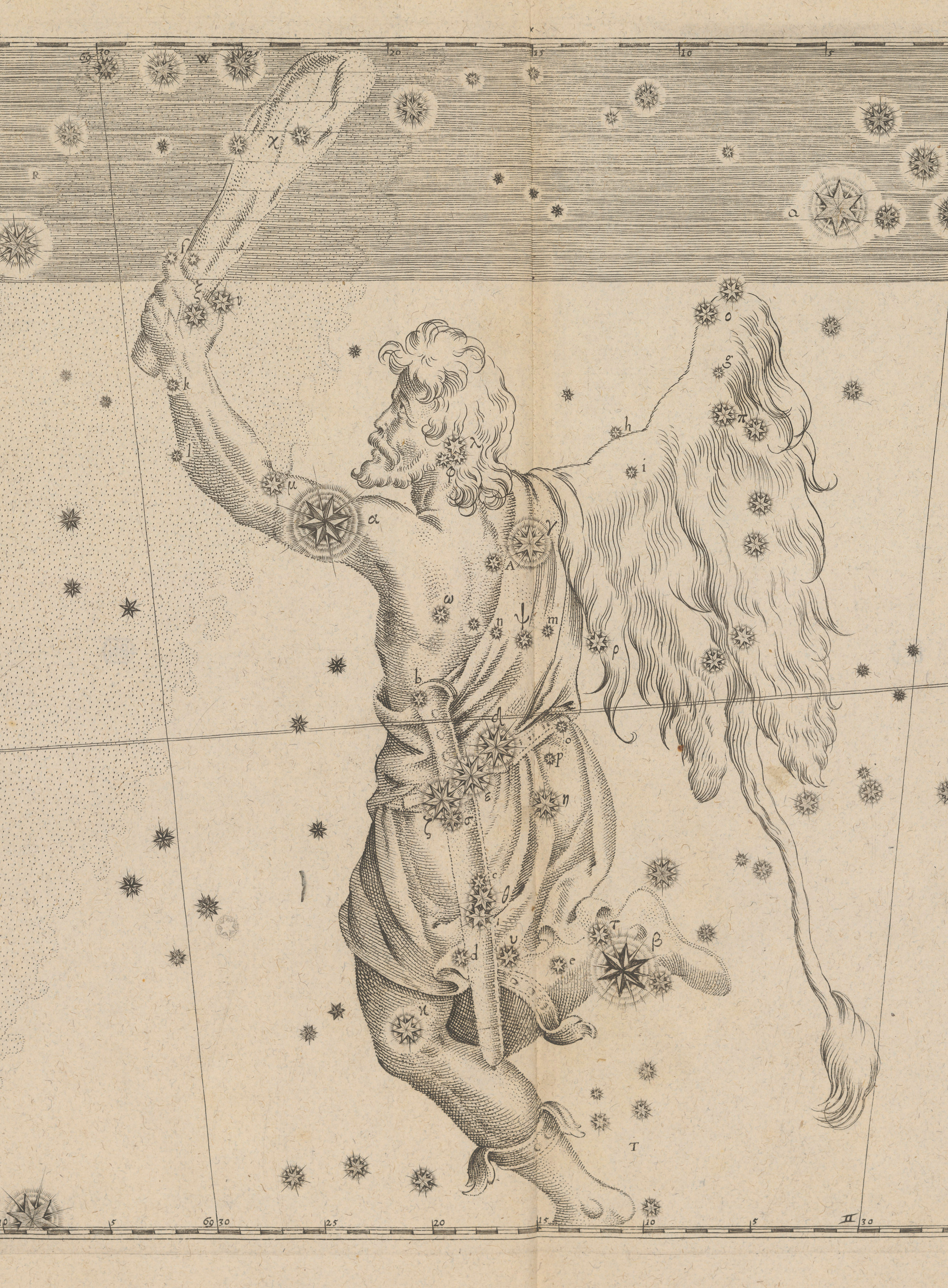
『ウラノメトリア』（1661年）に描かれたオリオン座。

紀元前3世紀頃のギリシャ人学者エラトステネースの著書『カタステリスモイ』にヘーシオドスの遺す話としてオーリーオーンが星座となった経緯が伝えられている。オーリーオーンは、ポセイドーンとクレーテー王ミーノースの娘エウリュアレーの間に生まれた。オーリーオーンはアルテミスやレートーとともに狩りをして暮らしていた。オーリーオーンが「地上に住む全ての獣を殺す」と高言したと伝え聞いた地母神ガイアは怒り、巨大なサソリを遣わしてオーリーオーンを刺し殺させた。アルテミスとレートーから頼み込まれたゼウスは、オーリーオーンの勇壮を記念して天の間に置くとともに、彼を刺したサソリも星座に加えた。またエラトステネースは、オーリーオーンが長じてアルテミスに劣情を抱いたため、アルテミスがサソリを遣わしてオーリーオーンを刺したのだ、とする話も伝えている。
紀元前1世紀頃のヒュギーヌスは著書『天文詩』でエラトステネースと同じ話を伝えるとともに、オーリーオーンの出生についてアリストマコスの伝える異なる話も紹介している。テーバイのヒュリエウスは、彼のもとに訪れたユーピテルとメルクリウスを歓待し、牛を生贄として捧げて、父親となる恩恵を求めた。ユーピテルとメルクリウスはその求めに応え、生贄の牛の革を剥ぎ、その革に排尿して地に埋めるように命じた。この牛革から若者が生まれた。ヒュエリウスはこの若者のことをその出自から「Urion」と呼んだが、やがてOrion と呼ばれるようになったとしている。またヒュギーヌスは、イストラスの伝える話として「アポローに騙されたアルテミスが誤ってオーリーオーンを射殺してしまい、それを悲しんだ彼女がオーリーオーンを天に上げた」とする物語も紹介している。

## 呼称と方言
日本では、京都府綾部市、山梨県甲府市、塩山市などで、形を鼓に見立てた鼓星（つづみぼし）という名前が伝わっていた。また静岡県静岡市駿河区広野で、α・β・γ・κの4星を胴体、三つ星を腰のくびれに見立てた「クビレボシ」という呼称が採集されている。
岐阜県揖斐郡横蔵村（現・揖斐川町）には、リゲルとベテルギウスの色を源平の旗の色に喩えた言い回しが伝わっていたが、これは青白いリゲルを「平家星」、赤いベテルギウスを「源氏星」とするもので、一般に伝えられる源平の旗の色とは色の組み合わせが逆となっていた。この星名は1956年頃に香田壽男によって採集された。香田からの報告を受けた野尻抱影はこれらの星名があることを知らず、またあまりにできすぎていると警戒して信用しなかった。香田と1000回以上手紙のやり取りを交わした後、これらの星名の存在を信用した野尻であったが、『星三百六十五夜』や『日本星名辞典』、『日本の星 星の方言集』、子ども向けの『星座の話』等の著書で、香田からの報告とは逆の「リゲルは「源氏星」、ベテルギウスは「平家星」」と置き換えて世に広めた。そのため、現在では「源氏星」はリゲルの、「平家星」はベテルギウスの和名として知られている。
また香田は、源氏星・平家星の星名を採集した際に、オリオン座の主要部分を成すα・β・γ・δ・ε・ζ・κの7つの輝星にオリオンの盾に見立てられるο1・ο2・π1・π2・π3・π4・π5・π6を加えた星々を「さむらいぼし」とする呼び名も採集している。

## 画像

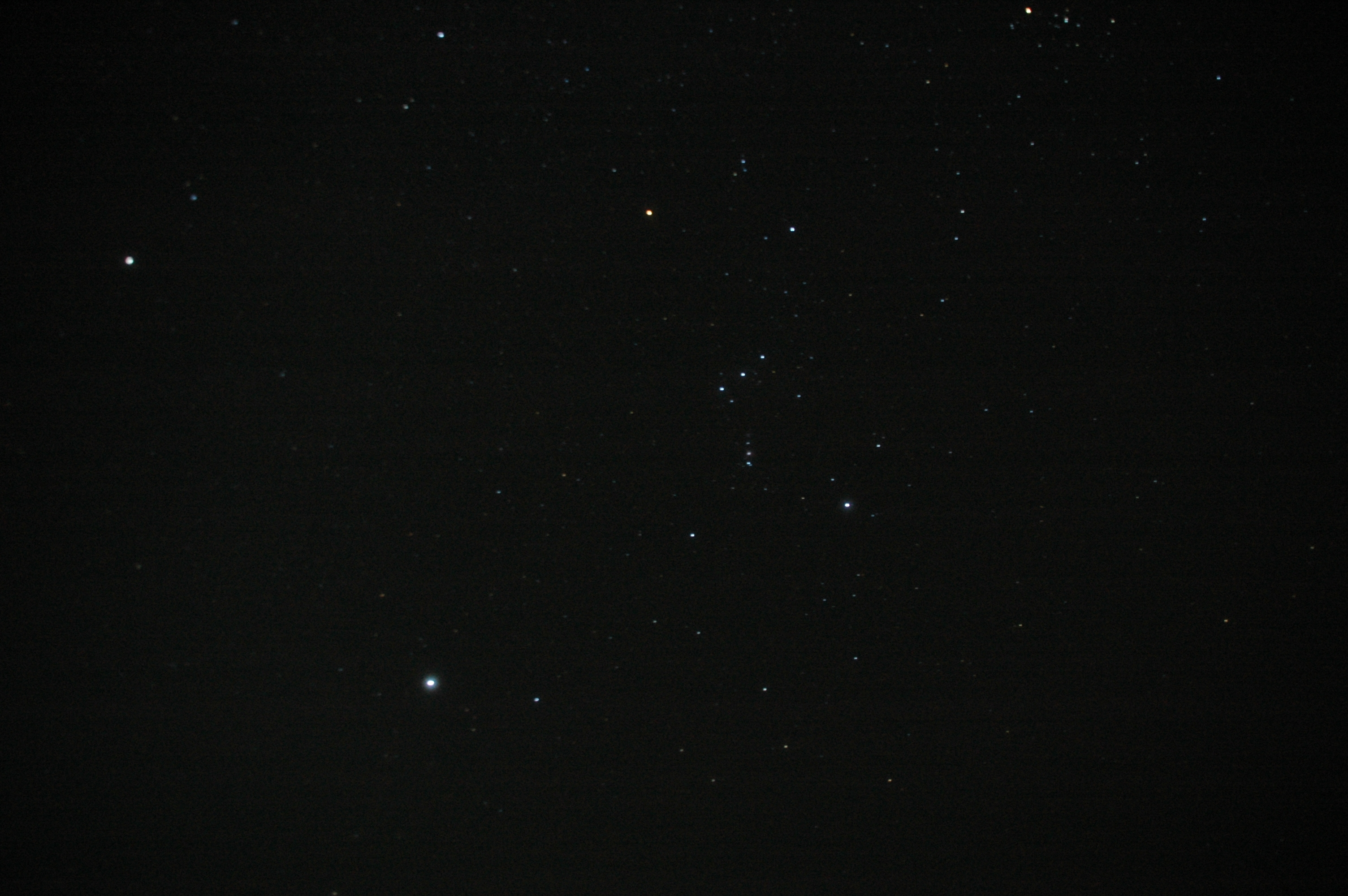
オリオン座（北海道北見市で撮影）
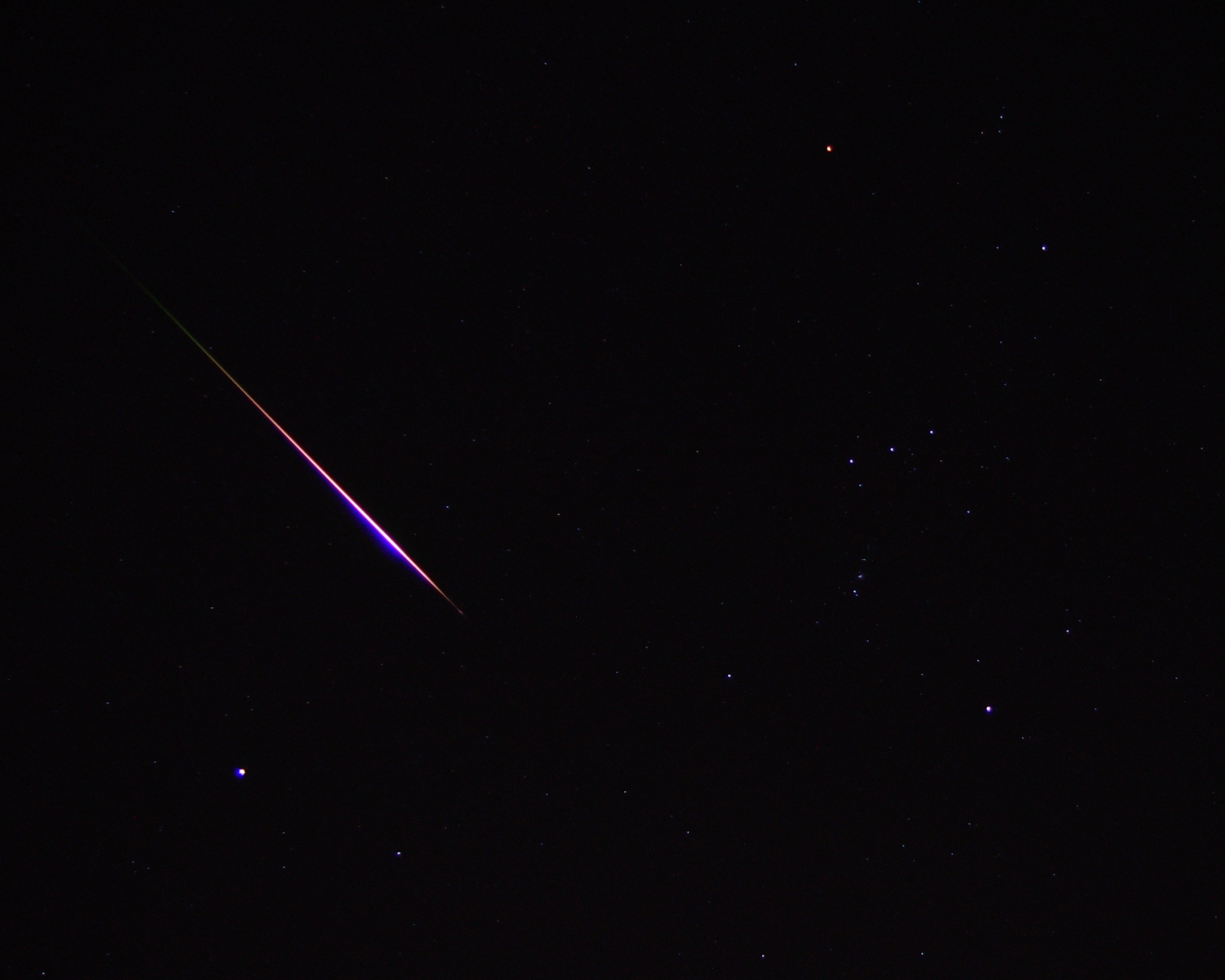
オリオン座としし座流星群（2011年11月19日）